# Veliki pentakisni dodekaeder
| Veliki pentakisni dodekaeder                       | Veliki pentakisni dodekaeder                         |
| -------------------------------------------------- | ---------------------------------------------------- |
|                                                    |                                                      |
| Vrsta                                              | zvezdni polieder                                     |
| Elementi                                           | F = 60, E = 90, V =24 ({\displaystyle \chi \,} = -6) |
| Grupa simetrije                                    | Ih, [5,3]+, *532                                     |
| Sklici                                             | DU58                                                 |
| mali zvezdni prisekan dodekaeder (dualni polieder) |                                                      |

Veliki pentakisni dodekaeder je nekonveksni izoederski polieder. 
Je dualno telo uniformnega malega zvezdnega prisekanega dodekaedra.

## Vir
- Wenninger, Magnus (1983), Dual Models, Cambridge University Press, ISBN 978-0-521-54325-5, MR730208